# Georg von Schönburg-Waldenburg

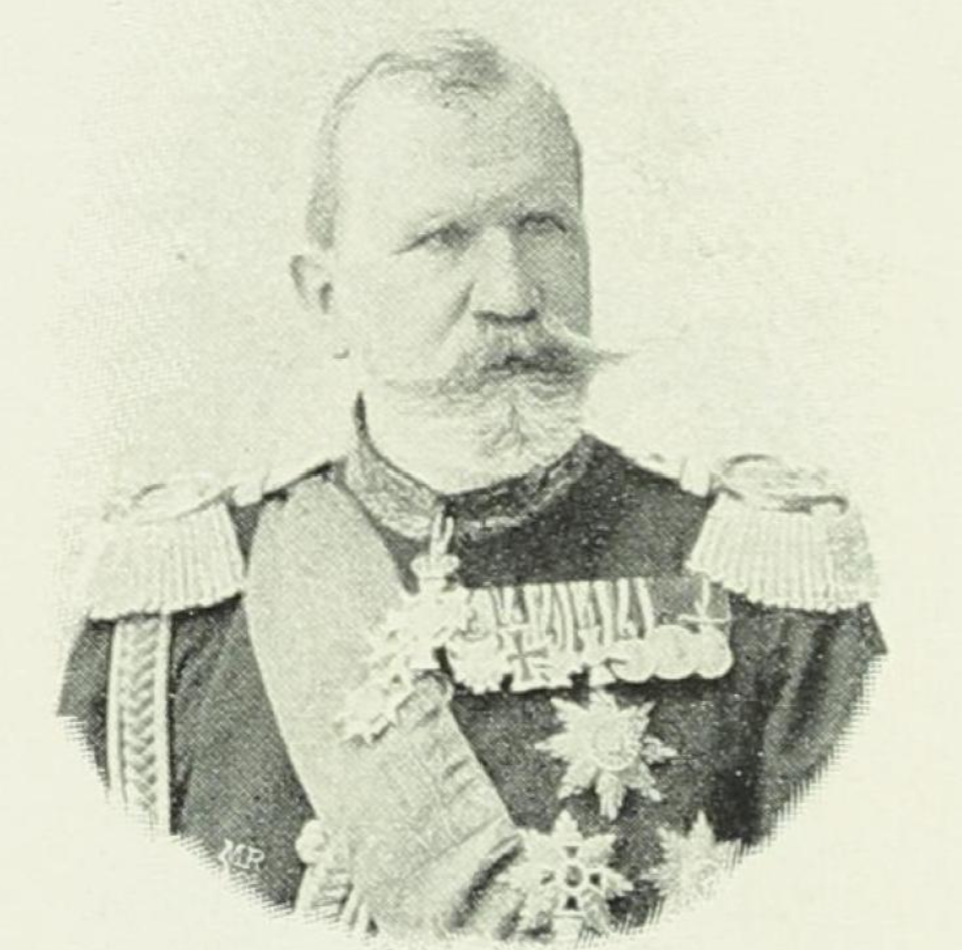
Georg von Schönburg

Prinz Georg von Schönburg-Waldenburg (* 1. August 1828 in Waldenburg; † 29. Oktober 1900 in Hermsdorf) war ein sächsischer General der Kavallerie und Generaladjutant des sächsischen Königs.

## Leben

### Herkunft
Georg entstammt dem 2. Ast der fürstlichen Linie des alten sächsisch-thüringischen edelfreien Adelsgeschlechts derer von Schönburg. Der Ast wurde von seinem Vater, dem sächsischen Landtagsabgeordneten und Fürsten Otto Victor I. von Schönburg begründet. Aus der Ehe seines Vaters mit Prinzessin Thekla von Schwarzburg-Rudolstadt hatte Georg noch 8 Geschwister, darunter Otto Friedrich und Hugo.

### Karriere
Georg von Schönburg verbrachte seine ersten Jahre auf den Familiengütern in Waldenburg und Lichtenstein und besuchte anschließend die Knabenerziehungsanstalt der Brüdergemeinde zu Niesky. Trotz Ablehnung seines Vaters wechselte er 1847 auf die Ritterakademie zu Brandenburg, wo er im nachfolgenden Jahr das Zeugnis der Reife erhielt. Bekannte Mitschüler waren u. a. Ludwig von Geldern und Lothar von dem Knesebeck. Zeitgleich wurde das elterliche Schloss Waldenburg im Zuge der Revolution im Jahr 1848 abgebrannt, wonach er eine starke monarchistische und streng konservative Persönlichkeit entwickelte. Im selben Jahr bestand er das Fähnrichsexamen und trat in die österreichische Armee ein, wonach er sich an der Unterdrückung des Ungarischen Unabhängigkeitskrieges beteiligte. Er nahm so u. a. an der Schlacht bei Schwechat teil und wurde bei Galizien, der Walachei und in Moldau verwendet. Er durchlief in den weiteren Jahre eine gewöhnliche militärische Laufbahn und schied nach dem Tod seines Vaters als Major aus dem aktiven Heeresdienst aus, um die väterlichen Güter im Herzogtum Krain zu verwalten. 1865 erwarb er die sächsischen Rittergüter Hermsdorf und Grünberg und wurde nach Ausbruch des Krieges gegen Preußen als Offizier bei der sächsischen Armee verwendet, wonach er ein freundschaftliches Verhältnis mit dem Kronprinz Albert entwickeln konnte. Er nahm im Krieg als Oberst beim Hauptquartier des Kronprinzen Albert an den Schlachten bei Gitschin und Königgrätz teil und war Teilnehmer an den anschließenden preußisch-sächsischen Friedensverhandlungen. Vor dem Krieg wurde er Ritter des Hausordens der Rautenkrone und während des Krieges mit dem Komturkreuz I. Klasse des Albrechtsordens und dem Ritterkreuz des Leopoldordens mit Kriegsdekoration ausgezeichnet. Er nahm als Generalmajor beim Stab des XII. (I. Königlich Sächsisches) Armee-Korps am Krieg gegen Frankreich teil und wurde nach der Schlacht bei Gravelotte persönlicher Adjutant des sächsischen Königs, dem Oberbefehlshaber der Maasarmee. Er wurde im Verlaufe des Krieges mit dem Ritterkreuz des Militär-St.-Heinrichs-Ordens und dem Eisernen Kreuz ausgezeichnet.
Er wurde am 8. November 1871 zum Generalleutnant befördert. Nach Kriegsende wurde er in verschiedenen diplomatischen Missionen verwendet, so 1883 als Vertreter des sächsischen Königs bei der Thronbesteigung von Zar Alexander III. in Moskau. Er diente in der Armee weiterhin als Generaladjutant des sächsischen Königs und wurde in dieser Eigenschaft am 1. Februar 1889 zum General der Kavallerie befördert.

### Familie
Schönburg-Waldenburg verheiratete sich am 7. Oktober 1862 mit Prinzessin Luise von Bentheim-Tecklenburg (1844–1922), Tochter des preußischen Generalleutnants Adolf zu Bentheim-Tecklenburg-Rheda. Aus der Ehe gingen zwei Söhne und eine Tochter hervor. Die Söhne Hermann (1865–1943) und Ulrich (* 1869) durchliefen zunächst eine militärische Laufbahn in der sächsischen Armee, wobei Hermann eine diplomatische Laufbahn einschlug und Ulrich sich um die Gutsverwaltung kümmerte. Seine Tochter Anna Luise (1871–1951) heiratete den Fürsten von Schwarzburg-Rudolstadt, Günther Victor, und war somit Fürstin von Schwarzburg-Rudolstadt und Schwarzburg-Sondershausen.